# Marek Koźmiński
Marek Jan Koźmiński (født 7. februar 1971 i Kraków) er en polsk tidligere fodboldspiller, der spillede i forsvaret. 

## Karriere

### Klubber
Koźmiński indledte sin seniorkarriere i barndomsklubben Hutnik Kraków, indtil han fra 1992 spillede over ti år i italienske klubber hos blandt andet Udinese og Brescia.

### Landshold
I begyndelsen af 1990'erne fik Koźmiński enkelte kampe på det polske U/21-landshold, og han var med til OL 1992 i Barcelona. Her indledte Polen med at vinde sin indledende pulje, besejrede derpå Qatar i kvartfinalen og Australien i semifinalen (sidstnævnte med 6-1), inden holdet i finalen tabte til hjemmeholdet fra Spanien med 2-3. Dermed fik Spanien guld og Polen sølv, mens Ghana fik bronze efter sejr over Australien i kampen om tredjepladsen.
Frem til 2002 spillede han 45 kampe for Polens A-landshold, hvori han scorede ét mål. Han deltog ved VM i 2002, hvor han spillede alle holdets tre kampe.